# Collare elettrico

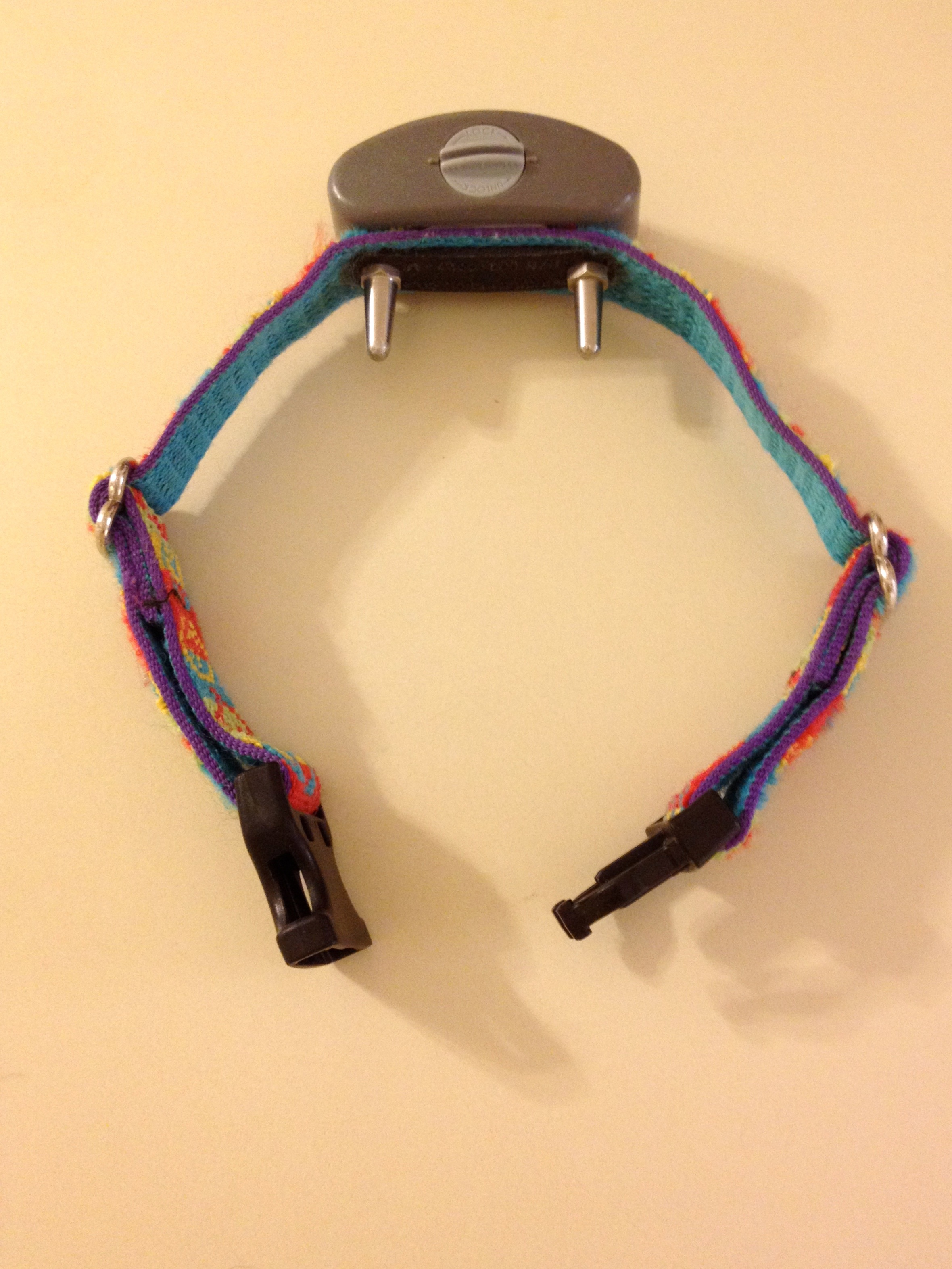
Un collare elettrico

Collare elettrico è un termine usato per descrivere una famiglia di collari per l'addestramento dei cani (anche chiamati ecollars, collari di addestramento a distanza, collari elettronici) che inviano scosse di varia intensità e durata al collo di un cane (possono anche essere applicati in altre parti sul corpo del cane) tramite due elettrodi in metallo che premono sulla cute del cane. Alcuni modelli di collari elettrici includono anche un tono o una vibrazione, in alternativa o in combinazione con lo shock elettrico. Altri includono funzionalità di localizzazione sonora (beeper e collare addestramento) e GPS per localizzare il cane.
Originariamente utilizzati alla fine degli anni sessanta per addestrare i cani da caccia, i primi collari avevano una grande potenza di scossa mal gestita. I modelli attuali invece sono in grado di fornire livelli di corrente elettrica ad intensità molto bassa. I collari elettrici sono facilmente disponibili e sono stati utilizzati in una vasta gamma di applicazioni, tra cui la correzione di comportamenti sgraditi o dannosi, l'addestramento all'obbedienza, il contenimento di un animale in un territorio (ad esempio un giardino), ma anche impieghi militari per i cani poliziotti, cani per individuare esplosivi o droga, cani da difesa.
La sicurezza dei collari elettrici è oggetto di dibattito e ci sono opinioni diverse in proposito. Alcuni paesi hanno adottato divieti o controlli sul loro uso. Le organizzazioni per i diritti degli animali sostengono attivamente il divieto di utilizzo e di vendita di tali apparecchi. Altri vogliono solo restrizioni sulla loro vendita, altri ancora una regolamentazione del loro impiego (ad esempio solo alle forze dell'ordine o ad addestratori professionisti). Alcuni addestratori professionisti e le loro organizzazioni si oppongono al loro utilizzo mentre altre lo sostengono. In Italia vengono impiegati dai cacciatori per evitare che i loro cani rincorrano delle prede non cacciabili coi cani da seguita, come ad esempio i caprioli.
Si evidenzia che dalla recente giurisprudenza emerge che l'impiego del collare elettrico per fini di addestramento configura l'ipotesi delittuosa di cui all'art. 727 c.p., soprattutto il comma II laddove è prevista una sanzione per coloro i quali detengano gli animali in condizioni incompatibili con la loro natura o tali da arrecare loro gravi sofferenze mentre, invece, l'impiego del collare elettrico con emissioni di scariche antiabbaio configura la diversa ipotesi di maltrattamento di animali, sanzionata dall'art. 544 ter c.p. in quanto detta condotta sottopone il cane a condizioni tali da renderlo soggetto ad insostenibili fatiche che ben potrebbero condurlo all'incrudelimento o comunque a condizioni diametralmente opposte alle sue caratteristiche etologiche.